# Grand Prix Szwecji 1974
Grand Prix Szwecji 1974 (oryg. Texaco Sveriges Grand Prix) – siódma runda Mistrzostw Świata Formuły 1 w sezonie 1974, która odbyła się 9 czerwca 1974, po raz drugi na torze Scandinavian Raceway.
5. Grand Prix Szwecji, drugie zaliczane do Mistrzostw Świata Formuły 1.

## Lista startowa
| Nr | Kierowca             | Zespół                      | Samochód      | Silnik          | Opony |
| -- | -------------------- | --------------------------- | ------------- | --------------- | ----- |
| 1  | Ronnie Peterson      | John Player Team Lotus      | Lotus 72E     | Ford DFV 3.0 V8 | G     |
| 2  | Jacky Ickx           | John Player Team Lotus      | Lotus 72E     | Ford DFV 3.0 V8 | G     |
| 3  | Jody Scheckter       | Elf Team Tyrrell            | Tyrrell 007   | Ford DFV 3.0 V8 | G     |
| 4  | Patrick Depailler    | Elf Team Tyrrell            | Tyrrell 007   | Ford DFV 3.0 V8 | G     |
| 5  | Emerson Fittipaldi   | Marlboro Team McLaren       | McLaren M23   | Ford DFV 3.0 V8 | G     |
| 5  | Denny Hulme          | Marlboro Team McLaren       | McLaren M23   | Ford DFV 3.0 V8 | G     |
| 7  | Carlos Reutemann     | Martini Racing              | Brabham BT44  | Ford DFV 3.0 V8 | G     |
| 8  | Rikky von Opel       | Martini Racing              | Brabham BT44  | Ford DFV 3.0 V8 | G     |
| 9  | Reine Wisell         | March Engineering           | March 741     | Ford DFV 3.0 V8 | G     |
| 10 | Vittorio Brambilla   | March Engineering           | March 741     | Ford DFV 3.0 V8 | G     |
| 11 | Clay Regazzoni       | Scuderia Ferrari SpA        | Ferrari 312B3 | Ferrari 3.0 B12 | G     |
| 12 | Niki Lauda           | Scuderia Ferrari SpA        | Ferrari 312B3 | Ferrari 3.0 V12 | G     |
| 14 | Jean-Pierre Beltoise | Team Motul BRM              | BRM P201      | BRM 3.0 V12     | F     |
| 15 | Henri Pescarolo      | Team Motul BRM              | BRM P201      | BRM 3.0 V12     | F     |
| 16 | Bertil Roos          | UOP Shadow Racing Team      | Shadow DN3    | Ford DFV 3.0 V8 | G     |
| 17 | Jean-Pierre Jarier   | UOP Shadow Racing Team      | Shadow DN3    | Matra 3.0 V12   | G     |
| 18 | Carlos Pace          | Bang & Olufsen Team Surtees | Surtees TS16  | Ford DFV 3.0 V8 | F     |
| 19 | Jochen Mass          | Bang & Olufsen Team Surtees | Surtees TS16  | Ford DFV 3.0 V8 | F     |
| 20 | Richard Robarts      | Frank Williams Racing Cars  | Williams FW02 | Ford DFV 3.0 V8 | F     |
| 21 | Tom Belsø            | Frank Williams Racing Cars  | Williams FW02 | Ford DFV 3.0 V8 | F     |
| 22 | Vern Schuppan        | Team Ensign                 | Ensign N174   | Ford DFV 3.0 V8 | F     |
| 23 | Leo Kinnunen         | AAW Racing Team             | Surtees TS16  | Ford DFV 3.0 V8 | F     |
| 24 | James Hunt           | Hesketh Racing              | Hesketh 308   | Ford DFV 3.0 V8 | F     |
| 26 | Graham Hill          | Embassy Racing              | Lola T370     | Ford DFV 3.0 V8 | F     |
| 27 | Guy Edwards          | Embassy Racing              | Lola T370     | Ford DFV 3.0 V8 | F     |
| 28 | John Watson          | Goldie Hexagon Racing       | Brabham BT42  | Ford DFV 3.0 V8 | F     |
| 33 | Mike Hailwood        | Yardley Team McLaren        | McLaren M23   | Ford DFV 3.0 V8 | G     |
| Nr | Kierowca             | Zespół                      | Samochód      | Silnik          | Opony |

## Wyniki

### Kwalifikacje
| P                       | Nr | Kierowca             | Konstruktor(-silnik) | Opony | Czas     | Odstęp   | Strata   |
| ----------------------- | -- | -------------------- | -------------------- | ----- | -------- | -------- | -------- |
| 1                       | 4  | Patrick Depailler    | Tyrrell-Ford         | G     | 1:24,528 | -        | -        |
| 2                       | 3  | Jody Scheckter       | Tyrrell-Ford         | G     | 1:25,076 | 0:00,548 | 0:00,548 |
| 3                       | 12 | Niki Lauda           | Ferrari              | G     | 1:25,161 | 0:00,085 | 0:00,633 |
| 4                       | 11 | Clay Regazzoni       | Ferrari              | G     | 1:25,276 | 0:00,115 | 0:00,748 |
| 5                       | 1  | Ronnie Peterson      | Lotus-Ford           | G     | 1:25,390 | 0:00,114 | 0:00,862 |
| 6                       | 24 | James Hunt           | Hesketh-Ford         | F     | 1:25,556 | 0:00,166 | 0:01,028 |
| 7                       | 2  | Jacky Ickx           | Lotus-Ford           | G     | 1:25,650 | 0:00,094 | 0:01,122 |
| 8                       | 17 | Jean-Pierre Jarier   | Shadow-Ford          | G     | 1:25,725 | 0:00,075 | 0:01,197 |
| 9                       | 5  | Emerson Fittipaldi   | McLaren-Ford         | G     | 1:25,938 | 0:00,213 | 0:01,410 |
| 10                      | 7  | Carlos Reutemann     | Brabham-Ford         | G     | 1:25,962 | 0:00,024 | 0:01,434 |
| 11                      | 33 | Mike Hailwood        | McLaren-Ford         | G     | 1:26,040 | 0:00,078 | 0:01,512 |
| 12                      | 6  | Denny Hulme          | McLaren-Ford         | G     | 1:26,480 | 0:00,440 | 0:01,952 |
| 13                      | 14 | Jean-Pierre Beltoise | BRM                  | F     | 1:26,813 | 0:00,333 | 0:02,285 |
| 14                      | 28 | John Watson          | Brabham-Ford         | F     | 1:27,100 | 0:00,287 | 0:02,572 |
| 15                      | 26 | Graham Hill          | Lola-Ford            | F     | 1:27,173 | 0:00,073 | 0:02,645 |
| 16                      | 9  | Reine Wisell         | March-Ford           | G     | 1:27,382 | 0:00,209 | 0:02,854 |
| 17                      | 10 | Vittorio Brambilla   | March-Ford           | G     | 1:27,390 | 0:00,008 | 0:02,862 |
| 18                      | 27 | Guy Edwards          | Lola-Ford            | F     | 1:27,407 | 0:00,017 | 0:02,879 |
| 19                      | 15 | Henri Pescarolo      | BRM                  | F     | 1:27,503 | 0:00,096 | 0:02,975 |
| 20                      | 8  | Rikky von Opel       | Brabham-Ford         | G     | 1:27,690 | 0:00,187 | 0:03,162 |
| 21                      | 21 | Tom Belsø            | Williams-Ford        | F     | 1:27,889 | 0:00,199 | 0:03,361 |
| 22                      | 19 | Jochen Mass          | Surtees-Ford         | F     | 1:28,119 | 0:00,230 | 0:03,591 |
| 23                      | 16 | Bertil Roos          | Shadow-Ford          | G     | 1:28,298 | 0:00,179 | 0:03,770 |
| 24                      | 18 | Carlos Pace          | Surtees-Ford         | F     | 1:28,574 | 0:00,276 | 0:04,052 |
| 25                      | 23 | Leo Kinnunen         | Surtees-Ford         | F     | 1:29,387 | 0:00,813 | 0:04,865 |
| 26                      | 22 | Vern Schuppan        | Ensign-Ford          | F     | 1:29,480 | 0:00,093 | 0:04,918 |
| Nie zakwalifikowali się |    |                      |                      |       |          |          |          |
| 27                      | 20 | Richard Robarts      | Williams-Ford        | F     | 1:28,930 | -        | -        |
| P                       | Nr | Kierowca             | Konstruktor(-silnik) | Opony | Czas     | Odstęp   | Strata   |

### Wyścig
| P                 | Nr | Kierowca | Konstruktor          | Opony         | Okr. | Czas / Strata | Komentarz              |                         |
| ----------------- | -- | -------- | -------------------- | ------------- | ---- | ------------- | ---------------------- | ----------------------- |
| 1                 |    | 3        | Jody Scheckter       | Tyrrell-Ford  | G    | 80            | 1h58m31s391            |                         |
| 2                 |    | 4        | Patrick Depailler    | Tyrrell-Ford  | G    | 80            | 1h58m31s771(+0:00,380) |                         |
| 3                 |    | 24       | James Hunt           | Hesketh-Ford  | F    | 80            | 1h58m34s716(+0:03,325) |                         |
| 4                 |    | 5        | Emerson Fittipaldi   | McLaren-Ford  | G    | 80            | 1h59m24s898(+0:53,507) |                         |
| 5                 |    | 17       | Jean-Pierre Jarier   | Shadow-Ford   | G    | 80            | 1h59m47s794(+1:16,403) |                         |
| 6                 |    | 26       | Graham Hill          | Lola-Ford     | F    | 79            | - 1 okr.               |                         |
| 7                 |    | 27       | Guy Edwards          | Lola-Ford     | F    | 79            | - 1 okr.               |                         |
| 8                 |    | 21       | Tom Belsø            | Williams-Ford | F    | 79            | - 1 okr.               |                         |
| 9                 |    | 8        | Rikky von Opel       | Brabham-Ford  | G    | 79            | - 1 okr.               |                         |
| 10                |    | 10       | Vittorio Brambilla   | March-Ford    | G    | 78            | - 2 okr.               | silnik                  |
| 11                |    | 28       | John Watson          | Brabham-Ford  | F    | 77            | - 3 okr.               |                         |
| Niesklasyfikowani |    |          |                      |               |      |               |                        |                         |
|                   |    | 12       | Niki Lauda           | Ferrari       | G    | 77            | - 10 okr.              | skrzynia biegów         |
|                   |    | 9        | Reine Wisell         | March-Ford    | G    | 59            | - 21 okr.              | zawieszenie             |
|                   |    | 6        | Denny Hulme          | McLaren-Ford  | G    | 56            | - 24 okr.              | zawieszenie             |
|                   |    | 19       | Jochen Mass          | Surtees-Ford  | F    | 53            | - 27 okr.              | zawieszenie             |
|                   |    | 7        | Carlos Reutemann     | Brabham-Ford  | G    | 30            | - 50 okr.              | wycieki oleju           |
|                   |    | 2        | Jacky Ickx           | Lotus-Ford    | G    | 27            | - 53 okr.              | silnik                  |
|                   |    | 11       | Clay Regazzoni       | Ferrari       | G    | 24            | - 56 okr.              | skrzynia biegów         |
|                   |    | 18       | Carlos Pace          | Surtees-Ford  | F    | 15            | - 65 okr.              | układ jezdny            |
|                   |    | 1        | Ronnie Peterson      | Lotus-Ford    | G    | 8             | - 72 okr.              | półoś                   |
|                   |    | 23       | Leo Kinnunen         | Surtees-Ford  | F    | 8             | - 72 okr.              | elektryka               |
|                   |    | 33       | Mike Hailwood        | McLaren-Ford  | G    | 5             | - 75 okr.              | wycieki paliwa          |
|                   |    | 14       | Jean-Pierre Beltoise | BRM           | F    | 3             | - 77 okr.              | silnik                  |
|                   |    | 16       | Bertil Roos          | Shadow-Ford   | G    | 2             | - 78 okr.              | skrzynia biegów         |
|                   |    | 15       | Henri Pescarolo      | BRM           | F    | 0             | - 80 okr.              | pożar                   |
| Zdyskwalifikowani |    |          |                      |               |      |               |                        |                         |
|                   |    | 22       | Vern Schuppan        | Ensign-Ford   | F    | 77            | - 3 okr.               | nie zgłoszony do startu |
| P                 | Nr | Kierowca | Konstruktor          | Opony         | Okr. | Czas / Strata | Komentarz              |                         |

### Najszybsze okrążenie
| Nr | Kierowca          | Konstruktor  | Opony | Czas     | Okr. |
| -- | ----------------- | ------------ | ----- | -------- | ---- |
| 4  | Patrick Depailler | Tyrrell-Ford | G     | 1:27,262 | 72   |